# Christian Bach (ciclista)
Christian Bach (Meiningen, 22 de marzo de 1979) es un deportista alemán que compitió en ciclismo en la modalidad de pista, especialista en la prueba de persecución por equipos.
Ganó tres medallas en el Campeonato Mundial de Ciclismo en Pista entre los años 2000 y 2002.

## Medallero internacional
| Campeonato Mundial | Campeonato Mundial       | Campeonato Mundial | Campeonato Mundial      |
| Año                | Lugar                    | Medalla            | Competición             |
| ------------------ | ------------------------ | ------------------ | ----------------------- |
| 2000               | Mánchester (Reino Unido) | Medalla de oro     | Persecución por equipos |
| 2001               | Amberes (Bélgica)        | Medalla de bronce  | Persecución por equipos |
| 2002               | Ballerup (Dinamarca)     | Medalla de plata   | Persecución por equipos |

1. ↑  Compitió en la ronda de clasificación.